# Crkva sv. Josipa u Dubrovniku
Crkva sv. Josipa, zaštićeno kulturno dobro u Dubrovniku. U crkvi se danas održava trajno euharistijsko klanjanje.

## Opis dobra
Sagrađena 1668. na mjestu porušene u potresu 1667. g. crkve sv. Jakova od Puča građene 1299. g. Današnja crkva sv. Josipa izduženog je tlocrta i bez istaknute apside. Barokna s klasicističkim elementima. Crkvu sv. Josipa izgradila je bratovština drvodjelaca. Pročelje sa skulpturom sv. Josipa i rozetom završava trolučnom preslicom. Orijentirana je u smjeru jug – sjever. Glavnim, sjevernim pročeljem orijentirana na ulicu Od Puča, dok je sa zapadne strane dijeli uski prolaz od barokne palače. Istočno joj je ulica Vrata Celenge, urbotoponim nespretno i neznalački preimenovan u ulicu sv. Josipa.

## Zaštita
Pod oznakom Z-6490 zavedena je kao nepokretno kulturno dobro – pojedinačno, pravna statusa zaštićena kulturnog dobra, klasificiranog kao sakralna graditeljska baština.